# Julija Hurska
Julija Hurska (ukrainska: Юлія Гурська) är en ukrainsk sångerska. 
Den 31 juli 2010 vann Hurska den ukrainska uttagningen till Junior Eurovision Song Contest 2010 Dityache Evrobachennya. Hennes låt, "Miy litak" (min plan), kom att bli Ukrainas bidrag till tävlingen, som 2010 gick av stapeln i Vitrysslands huvudstad Minsk, 20 november 2010. Där fick hon 28 poäng, vilket resulterade i en sista plats (14:e).